# 埃伦·瑞安
埃伦·瑞安（英語：Ellen Ryan，1997年3月23日—），澳大利亚女子草地滚球运动员。她曾代表澳大利亚参加2022年英联邦运动会草地滚球比赛，获得女子单人和女子双人金牌。